# 陪你一起好好吃飯
《陪你一起好好吃飯》，2022年中國大陸電視劇，由陳鋼執導，高瀚宇、鄭湫泓領銜主演的都市治癒愛情劇。本劇於2021年2月21日在重慶開機，5月殺青。2022年2月14日起每周一、周二22:00於湖南衛視季風劇場及芒果TV平台同步播出。台灣OTT平台MyVideo於2月14日同步播出，LiTV 線上影視於2月15日跟播。

## 劇情簡介
生鮮平台的總裁余昊，因為在綜藝節目上使用替身而引起觀眾不滿，為了挽回公司的聲譽，因緣際會下開始向公關部總監蘇可嵐學習煮菜，並在過程中逐漸學會生活、學會相處、學會愛。「人間煙火氣，最撫凡人心」為整部劇的核心，全劇透過一道道的食物與「好好吃飯」傳達出生活的美好，是一部溫暖且下飯的電視劇。

## 播放平台
| 頻道          | 所在地 | 播出日期                     | 播出時間 | 備註                                                     |
| ------------- | ------ | ---------------------------- | -------- | -------------------------------------------------------- |
| 湖南卫视      | 中国   | 2022年2月14日－2022年4月5日  | 22:00    | 每周一、二更新1集                                        |
| 芒果TV        | 中国   | 2022年2月14日－2022年4月6日  | 22:00    | 會員搶先看一周 每周一、二更新1集 非會員每周二、三更新1集 |
| MyVideo       | 臺灣   | 2022年2月14日－2022年4月5日  | 22:00    | 每周一、二更新1集                                        |
| LiTV 線上影視 | 臺灣   | 2022年2月15日－2022年4月6日  | 22:00    | 每週二、三更新1集                                        |
| 愛爾達影劇台  | 臺灣   | 2022年6月13日－2022年6月28日 | 19:00    | 每週一至週五兩集連播                                     |

## 演員表

### 主要演員
| 演員   | 角色   | 簡介 |
| 高瀚宇 | 余昊   | 下頓吃什麼公司集團總裁 面冷心善的霸道總裁，外表高冷、處理公事果斷快速，看似鐵面無私實則對事不對人，從不會因為開除而開除，會被開除的人總有他的原因；面對私事，內心柔軟且小心翼翼，因為有著不好的過去而更慎重的處理與人的關係。原為沈之琳一起六年的男朋友，即使分手後亦放不下她。後因在機緣巧合下與蘇可嵐日漸生情，並成為了蘇可嵐的男朋友。 |
| 鄭湫泓 | 蘇可嵐 | 下頓吃什麼公司員工→下頓吃什麼公司公關部總監→陪你一起好好吃飯節目組宣傳→下頓吃什麼公司副總裁 擁有良好的專業能力，不會將私人情緒帶進工作，外表理性但內心深處卻是渴望浪漫的力量的，面對感情看似乾脆俐落但也反映出固執與鑽牛角尖的性格。父親的去逝讓他開始學習做菜，並透過做菜帶給周圍的人溫暖。喜歡余昊，後成為了余昊的女朋友。              |

### 其他演員
| 演員   | 角色   | 簡介 |
| 王珮寒 | 韓夢   | 下頓吃什麼公司員工→下頓吃什麼公司公關部總監 是蘇可嵐閨蜜，經常替蘇可嵐著想。認識龔文星後與其閃婚，曾因龔文星為其得到一鐲子而換了結婚戒指後吵架離婚，但不久後和好。                          |
| 陸路   | 龔文星 | 菊下樓餐廳老闆 是經常遷就別人的人，曾因此而不開心，與家人鬧翻。認識韓夢後與其閃婚，作為余昊舅舅，也與韓夢一起撮合余昊與蘇可嵐，亦曾為韓夢得到一鐲子而換了結婚戒指後吵架離婚，但不久後和好。 |
| 赫雷   | 金宣   | 陪你一起好好吃飯節目組導演 喜歡並追求蘇可嵐，即使余昊和蘇可嵐在一起後，也不打算放棄追求蘇可嵐。是一個富二代，因為追求夢想而不繼承家業。                                                     |
| 白昕怡 | 張碧   | 明星 喜歡余昊，幫助金宣追求蘇可嵐。 |
| 楊雪兒 | 沈之琳 | 高盛副總裁 是余昊的前女朋友，即使余昊為了蘇可嵐避嫌，但仍然死纏爛打余昊。 |
| 任杰   | 蘇媽媽 | 蘇可嵐媽媽 經常要去醫院進行透析，後被醫生檢查到有血栓，金宣知道後亦叫其幫忙隱瞞。 |
| 代庭睿 | 李洵   | 蘇可嵐前男友 蘇可嵐學生時期開始交往男友，假裝自己同為下頓吃什麼成都分部總監，實際上只當蘇可嵐為工具人。                                                                                     |

## 各集標題
| 集數   | 播出日期      | 標題                               | 湖南卫视播出标题   |
| ------ | ------------- | ---------------------------------- | ------------------ |
| 1      | 2022年2月14日 | 苦瓜，試一試其實很好吃             | 苦瓜的营养         |
| 2      | 2022年2月15日 | 炒蛋，炒飯，平凡幸福的概念         | 炒饭不平凡         |
| 3      | 2022年2月21日 | 好大的蛋！怦然跳動的波瀾           | 怀恋一道菜         |
| 4      | 2022年2月22日 | 火鍋的儀式感: 七上八下的小期待     | 火锅仪式感         |
| 5      | 2022年2月28日 | 泡菜：喜歡到習慣後的思念           | 泡菜会思念         |
| 6      | 2022年3月1日  | 過去的味道，什麼時候能忘掉         | 忘不掉苦涩         |
| 7      | 2022年3月7日  | 酸菜魚，醉了以後有了酸             | 缘分有点酸         |
| 8      | 2022年3月8日  | 浪漫盛宴：承諾我的一生             | 浪漫的盛宴         |
| 9      | 2022年3月14日 | 東坡肘子，今晚的月色很美           | 今夜月色很美       |
| 10     | 2022年3月15日 | 甜豆腐腦，鹹豆腐腦，你家吃甜還是鹹 | 甜咸有家味         |
| 11     | 2022年3月21日 | 炸茄子毛血旺，無用才有趣           | 食物的力量         |
| 12     | 2022年3月22日 | 魚子醬，貴又怎樣，我就不喜歡！     | 爱有多昂贵         |
| 13     | 2022年3月28日 | 分離味道，可不可以不要面對         | 离别会伤胃         |
| 14     | 2022年3月29日 | 粥，療傷需要慢慢熬                 | 疗伤如熬粥         |
| 15     | 2022年4月4日  | 開水白菜：慢慢等待的滋味           | 慢慢等待的滋味     |
| 16     | 2022年4月5日  | 燒茄子：一起面對過去和未來         | 一起面對過去和未來 |
| 番外篇 | 2022年4月6日  | 余总的私房保留菜                   | 網路獨家播映       |

## 電視劇歌曲
| 歌名           | 演唱   | 作詞 | 作曲      | 備註   |
| -------------- | ------ | ---- | --------- | ------ |
| 《喜歡你陪伴》 | 簡弘亦 | 疏影 | 張宇(Z.Y) | 插曲   |
| 《感應》       | 曾惜   | 黃然 | 張宇(Z.Y) | 插曲   |
| 《煙火人間》   | 金南玲 | 林喬 | 張宇(Z.Y) | 片尾曲 |

## 外部連結
- 陪你一起好好吃飯新浪微博 （页面存档备份，存于）